# Katharine Isabelle
Katharine Isabelle, właśc. Katharine Isobel Murray (ur. 2 listopada 1981 w Vancouver) – kanadyjska aktorka filmowa i telewizyjna, była aktorka dziecięca.
Występuje w filmach kanadyjskich i amerykańskich, z których większość to horrory. Laureatka nagrody festiwalu Screamfest dla najlepszej aktorki za tytułową rolę w thrillerze American Mary (2012).

## Filmografia
- 1989: Kuzyni (Cousins) jako Chloe Hardy
- 1989: Rodzina zastępcza (Immediate Family) jako dziewczyna na urodziny
- 1989: Cold Front jako Katie McKenzie
- 1990: Burning Bridges jako Emily
- 1990: Samotna wędrówka (Last Train Home) jako Sarah Bradshaw
- 1990: Last Winter, The jako Winnie Jamieson
- 1991: Tak Virginio – Święty Mikołaj istnieje (Yes Virginia, There Is a Santa Claus) jako Virginia O’Hanlon
- 1992: Mordercza rozgrywka (Knight Moves) jako Erica Sanderson
- 1995: Dzieci prerii (Children of the Dust) jako młoda Rachel
- 1996: Więzień korporacji Zenda (Prisoner of Zenda, Inc.) jako Fiona
- 1996: Wyspa łosi (Salt Water Moose) jako Josephine 'Jo' Parnell
- 1996: Titanic jako Ophelia Jack (film TV)
- 1997: Poślubić nieznajomego (Married To A Stranger) jako Lacey Potter
- 1998: Rejs pod przymusem (Voyage of Terror) jako Aly Tauber
- 1998: Grzeczny świat (Disturbing Behaviour) jako Lindsay Clark
- 2000: Zdjęcia Ginger (Ginger Snaps) jako Ginger Fitzgerald
- 2000: Upiorny dom (Spooky House) jako Mona
- 2000: Dzień bałwana (Snow Day) jako Marla
- 2001: Bones jako Tia Peete
- 2001: Turning Paige jako Paige Fleming
- 2001: Josie i kociaki (Josie and the Pussycats) jako Śmiejąca się dziewczyna
- 2002: Carrie jako Tina Blake (film TV)
- 2002: Tajemnice Zoey (The Secret Life of Zoey) jako Kayla (film TV)
- 2002: Prosto na wschód (Due East) jako Reba (film TV)
- 2002: Bezsenność (Insomnia) jako Tanya Francke
- 2003: Falling Angels jako Lou Field
- 2003: On the Corner jako Stacey Lee
- 2003: Freddy kontra Jason (Freddy vs. Jason) jako Gibb
- 2004: Zdjęcia Ginger 2 (Ginger Snaps II: Unleashed) jako Ginger Fitzgerald
- 2004: Zdjęcia Ginger 3: Początek (Ginger Snaps Back: The Beginning) jako Ginger Fitzgerald
- 2004: The Life jako Amber Reilly (film TV)
- 2004: Last Casino, The jako Elyse (film TV)
- 2004: Show Me jako Jenna
- 2004: Ziemiomorze (Earthsea) jako Yarrow (film TV)
- 2005: Rapid Fire jako Amber (film TV)
- 2006: Everything's Gone Green jako Heather
- 2008: Ogre jako Jessica
- 2008: Kopciuszek roztańczona historia jako Bree Blatt
- 2012: American Mary jako Mary Mason
- 2013: 13 Eerie jako Megan
- 2014: Oczy zła (See No Evil 2) jako Tamara
- 2015: 88 jako Gwen/Flamingo
- 2015: The Girl in the Photographs jako Janet
- 2016: Śmiertelne odliczanie – Julia Baker
- 2016: A.R.C.H.I.E. – Brooke
- 2018: Źle się dzieje w El Royale jako Ruth Pugh
- 2019: Where We Disappear jako Lubov

### Aktorka (gościnnie)
- 1985–1992: Ray Bradbury Theatre, The jako Meg (1992)
- 1985–1992: MacGyver jako Violet
- 1990–1995: Neon Rider jako (1990)
- 1993–1997: Madison jako Allysia
- 1993–2002: Z Archiwum X (X Files, The) jako Lisa Baiocchi
- 1995–1998: Gęsia skórka (Goosebumps) jako Kat Merton
- 1995–2002: Po tamtej stronie (Outer Limits, The) jako Tammy Sinclair (2002)
- 1998–2005: Da Vinci’s Inquest jako Audrey (1998) / Madeline Marquetti (1999)
- 1998–2001: Pierwsza fala (First Wave) jako Denise / Elizabeth
- 2000–2001: Immortal, The jako Taurez
- 2001–2004: Chris Isaak Show, The jako Melissa
- 2001: Niesamowite opowieści (Night Visions) jako Vicki (2001)
- 2001: Tajemnice Smallville (Smallville)
- 2002–2005: 11. godzina (The Eleventh Hour) jako Petrel
- 2014: Hannibal jako Margot Verger